# Hôpital de la Croix Saint-Simon
L’hôpital de la Croix Saint-Simon, situé dans le 20e arrondissement de Paris, est un hôpital privé à but non lucratif. Regroupé depuis 2003 avec l'hôpital des Diaconesses, il constitue avec ce dernier le Groupe Hospitalier Diaconesses Croix Saint-Simon.

## Histoire
En 1906, dans le cadre d'une mission diocésaine, Marie de Miribel découvre la pauvreté du quartier de Charonne dont la population est principalement touchée par la tuberculose et la syphilis. Elle crée en 1907 la Maison de l'union, premier dispensaire de ce qui deviendra l’œuvre de la Croix Saint-Simon, située au 9 rue de la Croix-Saint-Simon, proposant des soins sur place et à domicile. Sa vocation est sanitaire ainsi que sociale (elle comprend notamment un bureau des mariages). Le dispensaire sera rattaché en 1910 à la Société de secours aux blessés militaires, ancien nom de la Croix-Rouge.
En 1912 commence la construction de l'hôpital lui-même, ainsi que de la chapelle Saint-Charles de la Croix-Saint-Simon ; les travaux seront toutefois ralentis par la Première Guerre mondiale. À la fin de la guerre, en 1918, est créé un dispensaire antituberculeux. L'hôpital est ouvert en 1920 et compte alors 12 lits ; en 1922 l'œuvre de la Croix Saint-Simon sera reconnue d'utilité publique.
Les décennies suivantes voient l'ouverture de nouveaux services : en 1922, un service anti-vénérien pour femmes et enfants, et un service anti-cancéreux qui se dotera en 1927 d'une unité de radiothérapie. En 1929 est créé un Service Social, puis en 1933, une École d'Infirmières et d'Assistantes Sociales. À partir de 1932, la gestion de l'hôpital sera confiée par Miribel à la communauté des sœurs Franciscaines missionnaires de Marie.
L'hôpital s'adjoint en 1948 une maternité située rue Mouraud, puis en 1977 un hôpital de jour pédopsychiatrique pour enfants. L'année suivante il est agréé comme hôpital général. Un nouveau bâtiment sera inauguré en 1982 par le docteur Louis René.
Depuis 2003, l'hôpital de la Croix Saint-Simon a fusionné avec celui des Diaconesses de Reuilly, sous la gestion de l'association à but non lucratif Groupe Hospitalier Diaconesses Croix Saint-Simon. En 2010, le bâtiment construit en 1920 est démoli et remplacé par un nouveau bâtiment hospitalier de 13 300 mètres carrés. Ce nouveau bâtiment, conçu par l'architecte Jean-Michel Wilmotte, a ouvert à partir de novembre 2012 pour les urgences et septembre 2013 pour les services chirurgicaux.

## Description
Les services médicaux proposés sur le site incluent un service d'urgence pour adultes, une unité d'anesthésiologie-réanimation, des actes de chirurgie digestive et viscérale ainsi que de chirgurgie orthopédique, un service de gastro-entérologie (pratiquant notamment des endoscopies digestives), un laboratoire de biologie, un service de médecine interne, un service d'imagerie médicale et un service d’oncologie avec une unité de recherche clinique,.

## Personnalités
- Chef de service[Quand ?] à l'hôpital de la Croix Saint-Simon, le docteur Louis René fut président du Conseil de l'Ordre des médecins en France de 1988 à 1993.

- Le chirurgien Robert Proust (frère de Marcel Proust) exerça à l'hôpital de la Croix Saint-Simon, dans le cadre duquel il fonda en 1930 le centre anti-cancéreux de Charonne[6],[7].

## Accès
Ce site est desservi par les stations de métro Maraîchers et Porte de Montreuil.